# Pycnogonum crosnieri
Pycnogonum crosnieri is een zeespin uit de familie Pycnogonidae. De soort behoort tot het geslacht Pycnogonum. Pycnogonum crosnieri werd in 1991 voor het eerst wetenschappelijk beschreven door Stock. 